# Felix Hampe

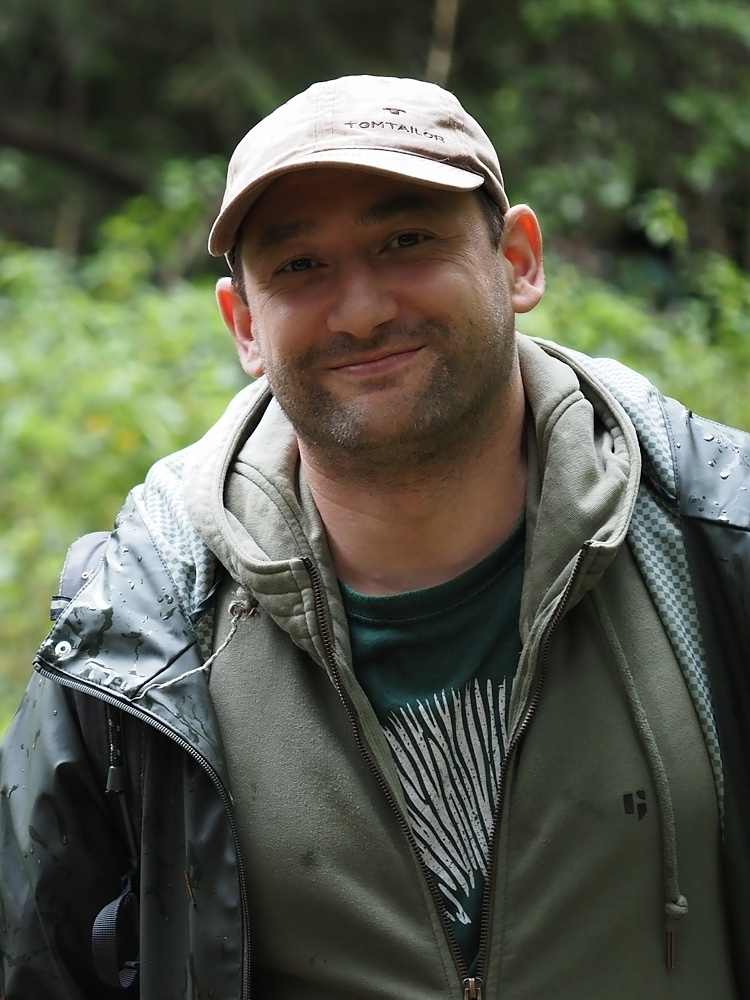
Felix Hampe im Herbst 2021

Felix Hampe (* 1979 in Erfurt) ist ein deutscher Mykologe. Sein botanisch-mykologisches Autorenkürzel lautet „F. Hampe“.

## Leben
Nach seinem 1997 am Heinrich-Mann-Gymnasium Erfurt bestandenen Abitur studierte Hampe von 1999 bis 2006 an der Technischen Universität Ilmenau Medientechnologie. Aufgrund seiner Expertise als Feldmykologe und seiner zahlreichen mykologischen Veröffentlichungen mit mehreren gültigen Erstbeschreibungen neuer Arten war er von 2011 bis 2015 wissenschaftlicher Mitarbeiter in der mykologischen Forschungsgruppe an der Universität Gent.
Hampe ist derzeit freiberuflich als Mykologe tätig. Sein Spezialgebiet ist die Gattung Russula. Er ist Prüfer für Pilzsachverständige der Deutschen Gesellschaft für Mykologie und einer der Schriftleiter der Zeitschrift für Mykologie.

## Erstbeschreibungen neuer Taxa
- Entoloma paraconferendum Reschke, Manz, F. Hampe & Noordel., 2022
- Entoloma tortiliforme F. Hampe, Kleine & Wölfel, 2012
- Entoloma venustum Wölfel & F. Hampe, 2011
- Lactarius bisporus Verbeken & F. Hampe, 2014
- Lactarius inconspicuus H.T. Le & F. Hampe, 2015
- Lactarius perparvus Wisitr. & F. Hampe, 2014
- Lactifluus auriculiformis Verbeken & F. Hampe, 2018
- Lactifluus pulchrellus F. Hampe & Wisitr., 2018
- Lamprospora esterlechnerae Benkert ex F. Hampe & Kleine, 2021
- Microglossum tenebrosum V. Kučera, Tomšovský, Lizoň & F. Hampe, 2017
- Russula acrialbida Manz, F. Hampe & Yorou, 2025
- Russula ambusta De Lange, Adamčík & F. Hampe, 2021
- Russula aurantiopectinata F. Hampe & Manz, 2021
- Russula beenkenii Manz, F. Hampe & M. Piepenbr., 2025
- Russula bellissima Manz & F. Hampe, 2022
- Russula cornicolor Manz & F. Hampe, 2021
- Russula coronata Manz & F. Hampe, 2025
- Russula cynorhodon Manz & F. Hampe, 2021
- Russula florae Manz & F. Hampe, 2025
- Russula floriformis subsp. symphoniae Manz, F. Hampe & Corrales, 2021
- Russula magica Manz & F. Hampe, 2021
- Russula marxmuelleriana De Lange, Girwert & F. Hampe, 2023
- Russula nympharum F. Hampe & Marxm., 2016
- Russula oreomunneae Manz, F. Hampe & Corrales, 2021
- Russula purpureogracilis F. Hampe, Looney & Manz, 2019
- Russula siennicolor Krauch, Jurkeit & F. Hampe, 2012
- Russula spectabilis Manz, F. Hampe & Buyck, 2025
- Russula subsect. Magicae F. Hampe & Manz, 2021
- Russula thuringiaca De Lange, F. Hampe & Girwert 2023
- Russula vinosoflavescens Trendel & F. Hampe, 2017
- Russula zephyrovelutipes Manz & F. Hampe, 2021

## Veröffentlichungen
- Girwert, J. & Hampe, F. (2007): The macromycetes of forests in the southern areas of Erfurt (Thuringia, Germany), 2nd part. Veröffentlichungen des Naturkundemuseums Erfurt 26/2007: 107-126
- Hampe, F. & Verbeken, A. (2011): Russula laccata - a perhaps overlooked species. In: Sporen. Band 4, Nummer 4, S. 9–12
- Kleine, J., Rönsch, P., Rönsch, S. & Hampe, F. (2011): Some interesting Telamonia collections at the mycological conference Vogtlandtagung 2010. Boletus 33(1): S. 7–19
- Wölfel, G., Hampe F., (2011). Entoloma studies in Central Europe I – Two new Entoloma species described from Germany. Zeitschrift für Mykologie 77/2: S. 181–119
- Wölfel, G., Hampe F., Kleine J. (2012). Entoloma studies in Central Europe II – New and critical Entoloma species described from Germany. Zeitschrift für Mykologie 78/2: S. 125–136
- Kleine J., Hampe F. & Verbeken A. (2013). Panta rhei - or how the fishy milkcap got its (old) new name. Tintling 81 (2/2013): S. 75–88
- Bandini D., Hampe F., Oertel B. (2013). A small, rare Inocybe: Inocybe ionochlora Romagnesi. Zeitschrift für Mykologie 79/1: S. 79–98
- Christan J., Hampe F. (2013). Ramaria sanguinipes R. H. Petersen & M. Zang, a rarity, found in Thailand. Zeitschrift für Mykologie 79/2: S. 431–442
- Hampe F., Eberhardt U., Kleine J., Verbeken A. (2013). Russula rhodomelanea and the question of Russula emeticella. Zeitschrift für Mykologie 79/2: S. 377–403.
- Verbeken, A., Hampe, F., Wissitrassameewong, K., Hyde, K., Eberhardt, U. & Nuytinck, J. (2014). A new angiocarpous Lactarius species from Thailand. Phytotaxa 181(3), S. 163–170.
- Wisitrassameewong, K., Hampe, F., Nuytinck, J., Hyde, K. D. & Verbeken, A. (2014). Lactarius subgenus Russularia (Russulaceae) in South-East Asia: 2. Species with remarkably small basidiocarps. Phytotaxa 188(4), S. 181–197.
- Wisitrassameewong, K., Nuytinck, J., Le, H. T., De Crop, E., Hampe, F. & Hyde, K. D. & Verbeken, A. (2015). Lactarius subgenus Russularia (Russulaceae) in South-East Asia: 3. New diversity in Thailand and Vietnam. Phytotaxa 207(3): S. 215–241.
- Looney, B. P., Ryberg, M., Hampe, F., Sánchez‐García, M. & Matheny, P. B. (2016). Into and out of the tropics: Global diversification patterns in a hyperdiverse clade of ectomycorrhizal fungi. Molecular Ecology 25(2), S. 630–647.
- Adamčík, S., Slovák, M., Eberhardt, U., Ronikier, A., Jairus, T., Hampe, F. & Verbeken, A. (2016). Molecular inference, multivariate morphometrics and ecological assessment are applied in concert to delimit species in the Russula clavipes complex. Mycologia 108(4), S. 716–730.
- Adamčík, S., Caboň, M., Eberhardt, U., Saba, M., Hampe, F., ... & Verbeken, A. (2016). A molecular analysis reveals hidden species diversity within the current concept of Russula maculata. Phytotaxa 270(2), S. 71–88.
- Caboň, M., Eberhardt, U., Hampe, F., Kolařík, M., Looney, B., ... & Adamčík, S. (2017). New insights in Russula subsect. Rubrinae: phylogeny and the quest for synapomorphic characters. Mycological Progress 16(9), S. 877–892.
- Trendel, J. M., Hampe, F. & Verbeken, A. (2017). Russula vinosoflavescens spec. nov., from deciduous forests of Northern Alsace, France. Mycotaxon 132(4), 707–721.
- Caboň, M., Trendel, J. M., Moreau, P. A., Hampe, F., ... & Adamčík, S. (2018). Blum versus Romagnesi: testing possible synonymies of some European Russulas. Plant Systematics and Evolution 304(6), S. 747–756.
- De Crop, E., Hampe, F., ... Stubbe, D., Nuytinck, J. & Verbeken, A. (2018). Novel diversity in Lactifluus section Gerardii from Asia: five new species with pleurotoid or small agaricoid basidiocarps. Mycologia 110(5), S. 962–984.
- Montag, K. & Hampe F. (2019). Im Dialog mit Felix Hampe. Der Tintling 120 (4/2019), S. 7–21.
- Adamčík, S., Looney, B., Caboň, M., Hampe F. et al. (2019). The quest for a globally comprehensible Russula language. Fungal Diversity 99(1), S. 369–449 (2019). doi:10.1007/s13225-019-00437-2
- Stahl H.-J., Jurkeit W., Hampe F. (2020) - The rare Russula tinctipes Blum ex Bon in Central Europe. Zeitschrift für Mykologie 86/1: S. 3–21
- Kiran M., Ullah Z., Khalid A. D., Caboň M. & Hampe F. (2020). Russula shawarensis spec. nov. Kiran & Khalid Fungal Planet 1172; Fungal Planet description sheets: 1112–1181; Persoonia 45, 2020: S. 251–409
- Delgat, L., Courtecuisse, R., De Crop, E., Hampe, F., Hofmann, T. A., Manz, C., ... & Verbeken, A. (2020). Lactifluus (Russulaceae) diversity in Central America and the Caribbean: melting pot between realms. Persoonia: Molecular Phylogeny and Evolution of Fungi 44, 278.
- Hampe, F. & Manz, C. (2020). Noteworthy records of Cortinarius species during the ThAM/Boletus-congress in Bad Blankenburg 2019. In: Boletus. 41(2): S. 111–118
- Hampe, F. & Manz, C. (2021). Two new Russula species from Thailand and the new subsection. Magicae. Zeitschrift für Mykologie 87/1: S. 17–30.
- Hampe F., Kleine J. (2021). A validation in the genus Lamprospora. Zeitschrift für Mykologie 87/1: S. 47–50.
- Hampe F., Manz C. (2021). Wiesenpilzexplosion zur Sommersonnenwende. Tintling 130 (2/2021): S. 41–54.
- Vera M., Adamčík S., ..., Hampe F., Caboň M. et al: (2021). Morphological and genetic diversification of Russula floriformis, sp. nov., along the Isthmus of Panama. Mycologia, 113:4, S. 807–827, doi:10.1080/00275514.2021.1897377.
- De Lange, R., Adamčík, S., Adamčíkova, K., … Hampe F. & Verbeken A. (2021). Enlightening the black and white: species delimitation and UNITE species hypothesis testing in the Russula albonigra species complex. IMA Fungus 12, 20. doi:10.1186/s43008-021-00064-0.
- Manz C., Adamčík S., Looney BP., Corrales A., Ovrebo C., Adamčíková K., Hampe F. et al. (2021) Four new species of Russula subsection Roseinae from tropical montane forests in western Panama. PLoS ONE 16(10): e0257616. doi:10.1371/journal.pone.0257616.
- Manz C., Hampe F., Girwert J., Wieschollek D. (2021): Frühjahrspilze in und an Bergbächen im Thüringer Wald. In: Boletus. 42(2): S. 167–177.
- Komsit Wisitrassameewong, Cathrin Manz, Felix Hampe, Brian P. Looney et al.: Two new Russula species (fungi) from dry dipterocarp forest in Thailand suggest niche specialization to this habitat type. In: Scientific Reports. 2022, Band 12, Nummer 1 doi:10.1038/s41598-022-06836-x
- Bart Buyck, Guillaume Eyssartier, François Armada, Adriana Corrales, Manoj Emanuel Hembrom, Walter Rossi, Jean-Michel Bellanger, Kanad Das, Bálint Dima, Aniket Ghosh, Machiel E. Noordeloos, Arvind Parihar, Irmgard Krisai-Greilhüber, Marco Leonardi, Cathrin Manz, Michelle Vera, Jordi Vilà, Katarína Adamčíková, Enrico Bizio, Miroslav Caboň, Felix Hampe, Meike Piepenbring, Slavomír Adamčík: Fungal Biodiversity Profiles 111-120. In: Cryptogamie Mycologie. 2022, Band 43, Nummer 2, S. 23–61, doi:10.5252/cryptogamie-mycologie2022v43a2.
- Ruben D. Lange, J. Kleine, Felix Hampe, Pieter Asselman, Charles C. Manz, Eske De Crop, Lynn Delgat, Slavomír Adamčík, Annemieke Verbeken: Stop black and white thinking: Russula subgenus Compactae (Russulaceae, Russulales) in Europe revised. In: Persoonia. 2023 doi:10.3767/persoonia.2023.51.04.
- Thomas Lehr, Christian Weinkötz, Felix Hampe (2024): Die Pappel-Ziegenlippe (Xerocomus silwoodensis) und verwandte Arten in Deutschland – Zeitschrift für Mykologie (90/1): S. 3 - 29.
- Jochen Girwert, Felix Hampe (2024): Zur Kenntnis der Gattung Agaricus: Vorstellung deutscher und thüringischer Erstnachweise sowie weiterer wenig bekannter Arten – Zeitschrift für Mykologie (90/1): S. 31 - 61.
- Max Zibold, Felix Hampe, Jesko Kleine, Meike Kirscht, Markus Scholler (2024): Vergleich der Großpilzarten zweier Schlosspark-Wiesenflächen im Rahmen einer eintägigen Bestandsaufnahme – Zeitschrift für Mykologie (90/2): S. 351 - 365.
- Jean-Michel Trendel, Felix Hampe, Annemieke Verbeken: Russula gilva et R. pallidiflava. Deux sosies peu connus appartenant aux Chamaeleontinae. In: Bull. mycol. bot. Dauphiné-Savoie - n° 255 (2024) / p. 33-45
- Manz C, Amalfi M, Buyck B, Hampe F, Yorou NS, Adamčík S, Piepenbring M (2025) Just the tip of the iceberg: uncovering a hyperdiverse clade of African Russula (Basidiomycota, Russulales, Russulaceae) species with signs of evolutionary habitat adaptations. IMA Fungus 16: e140321.
- Manz C, Ortiz-Suárez A, Adamčíková K, Looney B, Noffsinger CR, Caboň M, Hampe F, Piepenbring M, Hofmann T, Buyck B, Parra-Aldana CA, Adamčík S, Corrales A (2025). Recent taxonomic discoveries suggest a host-symbiont co-migration of Russula subsect. Castanopsidum with Fagaceae in the Americas. Fungal Systematics and Evolution 16: 181–195. doi:10.3114/fuse.2025.16.10

## Auszeichnungen
- Adalbert-Ricken-Preis der Deutschen Gesellschaft für Mykologie 2018[4]